# Hans Werner Henze
Hans Werner Henze (ur. 1 lipca 1926 w Gütersloh, zm. 27 października 2012 w Dreźnie) – niemiecki kompozytor muzyki współczesnej.

## Życiorys
Henze był uczniem Wolfganga Fortnera i René Leibowitza. Pracował jako kierownik muzyczny Deutsches Theater Heinza Hilperta w Konstancji, a w latach 1950-1953 był dyrektorem artystycznym baletu w Hessisches Staatstheater w Wiesbaden. Uczestniczył w pierwszych edycjach Międzynarodowych Letnich Kursach Nowej Muzyki w Darmstadcie. Kompozytor osiadł na stałe we Włoszech.

## Twórczość
Twórczość Henzego wyróżnia wielość stylów tzw. polistylistyka. Widoczne w niej są wpływy romantyzmu i naturalizmu, np. w operze z 1952 Boulevard Solitude (wg powieści Manon Lescaut autorstwa Antoine Prévosta). Kompozytor stosował nadto technikę serialną (serializm), często naśladował inne style np. Mozarta, Rossiniego. Korzystał z wielu form muzycznych: madrygał, hymn, pieśń, song i elementów jazzu. Do innych ważniejszych dzieł operowych należą: Der junge Lord (Młody Lord), Die Bassariden (Bachantki), We Come to the River (Dochodzimy do rzeki), Die englische Katze (Angielska kotka), Das verratente Meer (Zdradzone morze), Venus und Adonis (Wenus i Adonis).
Henze był także twórcą baletów (Ondine), symfonii, koncertów, muzyki kameralnej i utworów wokalnych (Pięć pieśni neapolitańskich) i rozprawy teoretycznej Muzyka i polityka (1976).